# Archibald Kennedy, 8. Marquess of Ailsa

Wappen des Marquess of Ailsa

Archibald Angus Charles Kennedy, 8. Marquess of Ailsa (* 13. September 1956 auf Culzean Castle, Ayrshire; † 15. Januar 2015 in Altamonte Springs, Florida, USA,) war ein schottisch-britischer Peer und Politiker.
Er ist der Sohn von Archibald Kennedy, 7. Marquess of Ailsa (1925–1994) und Mary Burn (1916–2007).
1979 heiratete er Dawn Leslie Anne Keen. Die Ehe wurde 1989 geschieden. Mit ihr hat er zwei Töchter:
- Rosemary Margaret Kennedy (* 1980)
- Alicia-Jane Lesley Kennedy (* 1981)

Beim Tod seines Vaters 1994 erbte er dessen Titel als 8. Marquess of Ailsa, 19. Earl of Cassilis, 21. Lord Kennedy, 8. Baron Ailsa und 14. Baronet, of Culzean, einschließlich des damit verbundenen Sitzes im House of Lords. Seine Antrittsrede im Parlament hielt er am 16. Juni 1994. Im Rahmen des House of Lords Act 1999 verlor er seinen erblichen Parlamentssitz.
Er war erblicher Clan Chief des Clan Kennedy. Da er keine männlichen Nachkommen hatte, erbte sein jüngerer Bruder David alle Titel.
Sein Marquesstitel ist nach der im Firth of Clyde gelegenen Insel Ailsa Craig benannt, die sich bis heute im Familienbesitz befindet. Diese ist seit 2011 zum Verkauf ausgeschrieben.